# 2010年1月臺灣
| << | 2010年1月 （民國99年） | >> |    |    |    |    |
| \| 日 \| 一 \| 二 \| 三 \| 四 \| 五 \| 六 \| \| \| \| \| \| \| 1 \| 2 \| \| 3 \| 4 \| 5 \| 6 \| 7 \| 8 \| 9 \| \| 10 \| 11 \| 12 \| 13 \| 14 \| 15 \| 16 \| \| 17 \| 18 \| 19 \| 20 \| 21 \| 22 \| 23 \| \| 24 \| 25 \| 26 \| 27 \| 28 \| 29 \| 30 \| \| 31 \| \| \| \| \| \| \| |                        |    |    |    |    |    |
| 臺灣新聞動態／維基新聞 |                        |    |    |    |    |    |
| 世界／中国大陆／臺灣 |                        |    |    |    |    |    |
| 日 | 一                     | 二 | 三 | 四 | 五 | 六 |
| |                        |    |    |    | 1  | 2  |
| 3 | 4                      | 5  | 6  | 7  | 8  | 9  |
| 10 | 11                     | 12 | 13 | 14 | 15 | 16 |
| 17 | 18                     | 19 | 20 | 21 | 22 | 23 |
| 24 | 25                     | 26 | 27 | 28 | 29 | 30 |
| 31 |                        |    |    |    |    |    |

## 1月1日
- 行政院核定即日起將台灣公民個人海外所得依據財政部擬訂的課稅辦法納入課稅，並需於2011年5月開始辦理申報，國外薪資、基金收益、證交所得、執行業務收入等所得全部包含在內。對「海外所得」來源地區對象，排除大陸地區（因已課稅）之外，包含香港、澳門、歐美等全球都會課徵對象。行政院新聞局

## 1月4日
- 氣象局天文站表示，在1月4日凌晨3點可以欣賞象限儀座流星雨最大值，肉眼大約可見數10顆，估計可達每小時120顆以上數量。但只有南部民眾有機會欣賞。自由時報

## 1月5日
- 立法院三讀通過「食品衛生管理法第十一條條文修正案」，明令美國牛內臟、絞肉、頭骨、腦、眼睛、脊髓等六項高風險部位禁止進口。美國在台協會（AIT）發表聲明表示遺憾。聯合新聞網[] 華夏經緯網（页面存档备份，存于）
- 板橋地方法院法官審理台北縣林口鄉貪污案終結，前鄉長陳建財被依貪污罪判刑6年，因於鄉長任內以挪用公款，為替私人興建擋土牆與重建「豬舍圍牆」。自由時報

## 1月7日
- 文化創意產業發展法草案經立法院三讀通過，其中較受注目是藝文表演可獲政府補助優惠。自由時報 STPI行政院文化創意產業發展法草案（页面存档备份，存于）

## 1月9日
- 臺東縣選舉區立法委員缺額補選結果出爐，由民主進步黨提名的賴坤成當選，得票數23,190票。今日新聞網（页面存档备份，存于）
- 臺中縣第三選舉區立法委員缺額補選結果出爐，由民主進步黨提名的簡肇棟當選，以6萬3335票擊敗國民黨提名的太平市長余文欽。中央選舉委員會新聞稿 yam天空╱中央社（页面存档备份，存于）

## 1月10日
- 在澳洲舉行的荷伯特女網賽，女子雙人組的莊佳容和捷克搭檔佩謝克一同奪冠。自由時報[]

## 1月12日
- 立法院三讀通過《行政院組織法》修正案，行政院將於民國101年（2012年）1月1日起，由現有的三十七個部會整併為十四部、八會、三獨立機關、一行、一院、二總處等29個組織。自由時報

## 1月18日
- 台灣的友邦海地在12日发生大地震，首批前往救援災民的物資於今天晚間出發 中國評論新聞（页面存档备份，存于） 大紀元（页面存档备份，存于）

## 1月19日
- 檢察總長陳聰明被監察院以8:3通過彈劾案，並處以急速處份，陳聰明於本日晚間向總統馬英九遞出辭呈，為陳水扁夫婦貪污案辦案不力，以及與數位名嘴的魚翅宴負責，自動辭職下台，依憲法規定，總統需於三個月內提出人選，並送交立法院審議，並任命之。自由時報

## 1月20日
- 羅馬尼亞的報紙報導，台灣委外處理的報廢軍火與彈藥，經由羅馬尼亞總統胞弟莫西亞．巴塞斯古的手中，可能已轉賣給非洲安哥拉的游擊隊或是黎巴嫩的真主黨。NOWnews（页面存档备份，存于）

## 1月25日
- 台灣有4位選手參加澳洲網球公開賽，女子雙人組的詹詠然打入16強，謝淑薇則落敗於16強之外；青少年組阮庭妃、黃亮祺2位亦有傳出佳績。自由時報

## 1月26日
- 失聯的空軍T-34C教練機，證實已墜毀於高雄縣那瑪夏鄉山區，機上教官饒健保與學員少尉陳澤宇均不幸殉職。nownews大紀元（页面存档备份，存于）

## 1月29日
- 花蓮太魯閣九曲洞，一名大陸觀光客被落石砸死。花蓮縣長傅崐萁：「猴子丟石頭。」太魯閣國家公園管理處：「由於近日大雨，地震頻繁，應屬於自然風化落石。」nownews（页面存档备份，存于）
- 第一夫人周美青第一次訪問美國，以雲門舞集榮譽團長身分前往華府，力求低調之下故沒有僑胞與美方代表接機，並入塌平價的“國務廣場”（State Plaza）旅館。大紀元（页面存档备份，存于） 中評（页面存档备份，存于）

## 1月30日
- 疾管局公佈H1N1新型流感死亡病例，高雄縣一名29歲男性11日出現咳嗽症狀，後來快篩呈陽性反應之後，雖然有給予克流感藥物且插管；但仍於21日出在家中過世。該患者沒有打過新流感疫苗且無潛在病史；目前已累計達40例因新流感死亡。自由時報